# Andrée-Insel
Die Andrée-Insel (englisch Andrée Island, spanisch Isla Andrée) ist eine Insel vor der Danco-Küste des Grahamlands auf der Antarktischen Halbinsel. Sie liegt in der Recess Cove, einer Nebenbucht der Charlotte Bay.
Der Falkland Islands Dependencies Survey kartierte die Insel anhand von Luftaufnahmen, welche die britische Hunting Aerosurveys Ltd. zwischen 1956 und 1957 anfertigte. Das UK Antarctic Place-Names Committee benannte sie 1960 nach dem schwedischen Polarforscher Salomon August Andrée (1857–1897), der beim Versuch, den geographischen Nordpol mit dem Ballon zu erreichen, ums Leben kam.